# Lijst van afleveringen van Community
Hier volgt een afleveringenlijst van de NBC-sitcom Community. De eerste aflevering werd uitgezonden op 17 september 2009 in de VS en op 7 februari 2011 in Nederland.

## Overzicht
| Seizoen | Aantal afleveringen | Uitgezonden Verenigde Staten    | Uitgezonden Nederland | Verschijningsdatum dvd | Verschijningsdatum dvd | Verschijningsdatum dvd |
| Seizoen | Aantal afleveringen | Uitgezonden Verenigde Staten    | Uitgezonden Nederland | Regio 1                | Regio 2                | Regio 4                |
| ------- | ------------------- | ------------------------------- | --------------------- | ---------------------- | ---------------------- | ---------------------- |
| 1       | 25                  | 17 september 2009 - 20 mei 2010 | 7 februari 2011 - ... | 21 september 2010      | 14 november 2011       | 29 september 2010      |
| 2       | 24                  | 23 september 2010 - 12 mei 2011 |                       | 6 september 2011       | 24 september 2012      | 7 september 2011       |
| 3       | 22                  | 22 september 2011 - 17 mei 2012 |                       | 14 augustus 2012       | 30 september 2013      | 21 september 2012      |
| 4       | 13                  | 7 februari 2013 - 9 mei 2013    |                       | 6 augustus 2013        | 28 oktober 2013        | 3 juli 2014            |
| 5       | 13                  | 2 januari 2014 - 17 april 2014  |                       | 5 augustus 2014        | 21 juli 2014           | TBA                    |
| 6       | 13                  | 17 maart 2015 - 2 juni 2015     |                       | 8 maart 2016           | Streaming media        | Streaming media        |

## Afleveringen

### Seizoen 1 (2009-2010)
| Nr. | Aflevering | Titel                           | Regisseur                  | Schrijver(s)                  | Gastrol(len)             | Uitzenddatum Verenigde Staten |  |
| --- | ---------- | ------------------------------- | -------------------------- | ----------------------------- | ------------------------ | ----------------------------- |  |
| 1 | 1          | Pilot                           | Anthony Russo en Joe Russo | Dan Harmon                    | -                        | 17 september 2009             |  |
| Jeff volgt noodgedwongen colleges aan het Greendale Community College nadat zijn diploma ongeldig is verklaard door de balie. Om indruk te maken op Britta, een meisje waar hij verliefd op is, vormt hij een studiegroepje Spaans. Jeff blijkt echter veel moeite te hebben met de studiestof. Om de antwoorden van een toets in handen te krijgen, probeert hij tevergeefs professor Duncan om te kopen.                  |            |                                 |                            |                               |                          |                               |  |
| 2 | 2          | Spanish 101                     | Joe Russo                  | Dan Harmon                    | -                        | 24 september 2009             |  |
| De studenten vormen teams om presentaties te geven waarin ze blijk geven van hun Spaanse taalvaardigheid. Ondanks een poging om met Britta samen te werken, vormt hij een team met Pierce. Shirley en Annie houden naar aanleiding van een anekdote van Britta een stil protest ten behoeve van de journalisten in Guatemala.                                                                                               |            |                                 |                            |                               |                          |                               |  |
| 3 | 3          | Introduction to Film            | Anthony Russo              | Tim Hobert & Jon Pollack      | John Michael Higgins     | 1 oktober 2009                |  |
| De strikte vader van Abed heeft hem verboden om filmografie te studeren. Britta leent Abed voldoende geld om deze studie alsnog te kunnen volgen. Jeff schrijft zich in voor een cursus waar hij aanzienlijk meer moeite voor moet doen dan hij aanvankelijk had gedacht. Ondertussen leert Pierce Troy op een mannelijke manier te niezen.                                                                                 |            |                                 |                            |                               |                          |                               |  |
| 4 | 4          | Social Psychology               | Anthony Russo              | Liz Cackowski                 | -                        | 8 oktober 2009                |  |
| Annie overtuigt Troy en Abed mee te doen aan een psychologisch experiment. Dit onderzoek is echter niet een normale test en stelt slechts het geduld van de deelnemers op de proef. Jeff en Shirley roddelen over de nieuwe relatie tussen Britta en Vaughn. Pierce luistert hen af door middel van zijn "earnoculars" (Nederlands: "gehoorkijker").                                                                        |            |                                 |                            |                               |                          |                               |  |
| 5 | 5          | Advanced Criminal Law           | Joe Russo                  | Andrew Guest                  | -                        | 15 oktober 2009               |  |
| Britta wordt betrapt op het spieken tijdens een toets Spaans. Ze probeert Jeff zover te krijgen dat hij haar verdedigt. Annie laat Pierce een nieuw lied voor de school te schrijven. Ondertussen gaat Abed te ver als hij probeert zijn vrienden voor de gek te houden. |            |                                 |                            |                               |                          |                               |  |
| 6 | 6          | Football, Feminism and You      | Joe Russo                  | Hilary Winston                | -                        | 22 oktober 2009               |  |
| Jeff probeert Troy over te halen om voor het schoolteam te spelen nadat decaan Pelton heeft gedreigd om een portret van hem te gebruiken voor een grootschalige campagne voor de school. Annie steekt hier echter een stokje voor door zich ermee te bemoeien. Shirley leert Britta over de etiquette van meidenpraat. Pierce probeert samen met Pelton een volkomen neutrale mascotte te bedenken voor Greendale.          |            |                                 |                            |                               |                          |                               |  |
| 7 | 7          | Introduction to Statistics      | Justin Lin                 | Tim Hobert & Jon Pollack      | -                        | 29 oktober 2009               |  |
| Jeff wordt verliefd op de docent statistiek en is vastberaden haar te vragen voor een afspraakje. Hij denkt de perfecte mogelijkheid gevonden te hebben om haar mee uit te vragen op de avond dat Greendale de Dag van de Doden viert. |            |                                 |                            |                               |                          |                               |  |
| 8 | 8          | Home Economics                  | Anthony Russo              | Lauren Pomerantz              | -                        | 5 november 2009               |  |
| De groep ontdekt dat Jeff in zijn auto woont en ze bieden hem hulp aan. Jeff besluit op aandringen van de groep om Abeds kamergenoot te worden. Ondertussen helpt Annie Troy, op wie zij smoorverliefd is, bij het creëren van de perfecte date voor Troy en een ander meisje. Pierce heeft zich bij de band van Vaughn gevoegd.                                                                                            |            |                                 |                            |                               |                          |                               |  |
| 9 | 9          | Debate 109                      | Joe Russo                  | Tim Hobert                    | -                        | 12 november 2009              |  |
| Professor Whitman en Pelton overtuigen Jeff ervan deel te nemen aan een debatwedstrijd, nadat de partner van Annie uitvalt korte tijd voor het debat tegen City College. Jeff veronderstelt dat hij het debat, dat gaat over de goedheid van de mens, wel zal winnen. Een onaangename opponent maakt het hem echter behoorlijk lastig. Ondertussen schrikt Shirley als de films van Abed de toekomst lijken te voorspellen. |            |                                 |                            |                               |                          |                               |  |
| 10 | 10         | Environmental Science           | Seth Gordon                | Zach Paez                     | -                        | 19 november 2009              |  |
| Als Senor Chang, de docent Spaans, een onwaarschijnlijk grote hoeveelheid huiswerk opgeeft, wordt Jeff door de groep aangewezen om tussen de groep en Chang te bemiddelen. Tussen de twee bloeit onverwachts een vriendschap op en Jeff wordt voorgetrokken door Chang, iets wat de groep geenszins accepteert. Troy en Abed komen in de penarie terecht als hun labmuis ontsnapt.                                          |            |                                 |                            |                               |                          |                               |  |
| 11 | 11         | The Politics of Human Sexuality | Anthony Russo              | Hilary Winston                | Sharon Lawrence          | 3 december 2009               |  |
| Jeff gaat een uitdaging van Britta aan en moet op zoek naar een meisje voor een dubbel afspraakje met Pierce en diens nieuwe vriendin. Britta en Shirley helpen Annie bij de voorbereiding van een seksuele voorlichting die zij moet geven voor school. Troy en Abed gaan met elkaar de strijd aan als Troy zich realiseert dat Abed een verbazingwekkend goede atleet is.                                                 |            |                                 |                            |                               |                          |                               |  |
| 12 | 12         | Comparative Religion            | Adam Davidson              | Liz Cackowski                 | -                        | 10 december 2009              |  |
| Shirley organiseert een kerstfeest voor de studiegroep en tot haar verbazing leert ze dat haar klasgenoten van verschillende religieuze achtergronden komen. Ondertussen is Jeff uitgedaagd door de pestkop van de school en wordt hij geconfronteerd met de werkelijkheid dat hij misschien zal zakken voor Spaans 101. |            |                                 |                            |                               |                          |                               |  |
| 13 | 13         | Investigative Journalism        | Joe Russo                  | Jon Pollack & Tim Hobert      | Jack Black & Owen Wilson | 14 januari 2010               |  |
| De bende besluit om een onaangename student uit hun Spaanse les niet in de studie-groep te laten. tegelijkertijd benoemt de decaan Jeff als redacteur van de schoolkrant, waar Annie werkt aan een verhaal dat de decaan als een racist kan blootstellen. |            |                                 |                            |                               |                          |                               |  |
| 14 | 14         | Interpretive Dance              | Justin Lin                 | Lauren Pomerantz              | Lauren Stamile           | 21 januari 2010               |  |
| Jeff komt in de problemen wanneer de studiegroep en de decaan ontdekken dat hij een relatie heeft met een professor, terwijl Troy en Britta van elkaar erachter komen dat ze danslessen nemen. |            |                                 |                            |                               |                          |                               |  |
| 15 | 15         | Romantic Expressionism          | Joe Russo                  | Andrew Guest                  | Eric Christian Olsen     | 4 februari 2010               |  |
| Wanneer Annie begint rond te hangen met Britta´s ex vriendje, Vaughn, besluiten Jeff en Britta alles op alles te zetten om haar te beschermen door hen uit elkaar te drijven. Ondertussen voelt Pierce zich buitengesloten uit de filmavond van Abed en Troy. |            |                                 |                            |                               |                          |                               |  |
| 16 | 16         | Communication Studies           | Adam Davidson              | Chris McKenna                 | -                        | 11 februari 2010              |  |
| Jeff moet zijn relatie herstellen met Britta nadat zij hem dronken belt. Intussen maken Annie en Shirley plannen om Señor Chang te vernederen, zodat ze de waardigheid van Pierce en Troy kunnen beschermen. |            |                                 |                            |                               |                          |                               |  |
| 17 | 17         | Physical Education              | Anthony Russo              | Jessie Miller                 | -                        | 4 maart 2010                  |  |
| Jeff weigert deel te nemen in een pool les, omdat de leraar hem dwingt om te spelen in een sportbroekje. De studiegroep ontdekt een witte versie van Abed op school. |            |                                 |                            |                               |                          |                               |  |
| 18 | 18         | Basic Genealogy                 | Ken Whittingham            | Karey Dornetto                | -                        | 11 maart 2010                 |  |
| Het is Family Day op Greendale. Pierce probeert een relatie op te bouwen met zijn stiefdochter, maar ze heeft haar ogen op Jeff geplaatst. Britta komt in de problemen met Troy's oma, en Shirley's kinderen veroorzaken problemen voor de vader van Abed. |            |                                 |                            |                               |                          |                               |  |
| 19 | 19         | Beginner Pottery                | Anthony Russo              | Hilary Winston                | -                        | 18 maart 2010                 |  |
| Jeff schrijft zich in voor een pottenbakkerij minor voor makkelijke studiepunten, maar hij staat op het punt te zakken wanneer zijn jaloezie hem overmeestert. Ondertussen zorgt de incompetentie van Pierce ervoor dat zijn groep zakt in zeilles. |            |                                 |                            |                               |                          |                               |  |
| 20 | 20         | The Science of Illusion         | Adam Davidson              | Zach Paez                     | -                        | 25 maart 2010                 |  |
| Britta's 1 aprilgrap heeft desastreuze gevolgen, maar ze weigert te bekennen dat ze verantwoordelijk was. Annie en Shirley werken tijdelijk samen als bewakers, maar beiden willen de slechte agent spelen. |            |                                 |                            |                               |                          |                               |  |
| 21 | 21         | Contemporary American Poultry   | Tristram Shapeero          | Emily Cutler & Karey Dornetto | -                        | 22 april 2010                 |  |
| Jeffs plan om kipnuggets te regelen voor de studiegroep, verandert snel in een maffia-oorlog om de kipnuggets bron. Echter, de man die alle touwtjes in handen heeft blijkt Abed te zijn. |            |                                 |                            |                               |                          |                               |  |
| 22 | 22         | The Art of Discourse            | Adam Davidson              | Chris McKenna                 | -                        | 29 april 2010                 |  |
| Shirley zorgt ervoor dat Pierce uit de studiegroep wordt getrapt, Jeff en Britta plannen om wraak te nemen op een groep van scholieren, die hen treiteren omdat ze naar de Community College gaan en Troy helpt Abed om een deel van zijn film-cliché maatschappelijke doelen te bereiken. |            |                                 |                            |                               |                          |                               |  |
| 23 | 23         | Modern Warfare                  | Justin Lin                 | Emily Cutler                  | -                        | 6 mei 2010                    |  |
| Greendale College wordt omgevormd tot een apocalyptisch oorlogsgebied wanneer de decaan belooft de winnaar van een paintball wedstrijd prioriteit registratie te geven, ondertussen bereikt de seksuele spanning tussen Jeff en Britta een hoogtepunt. |            |                                 |                            |                               |                          |                               |  |
| 24 | 24         | English as a Second Language    | Gail Mancuso               | Tim Hobert                    | -                        | 13 mei 2010                   |  |
| Annie maakt gebruik van inside-informatie over Señor Chang zodat hij zijn baan verliest, zodat de werkgroep zal worden gedwongen om samen te blijven en opnieuw Spaans te volgen. Ondertussen ontdekt Troy dat hij een natuurlijke vaardigheid voor sanitair onderhoud heeft. |            |                                 |                            |                               |                          |                               |  |
| 25 | 25         | Pascal's Triangle Revisited     | Joe Russo                  | Hilary Winston                | -                        | 20 mei 2010                   |  |
| Er ontstaat jaloezie tussen Britta en professor Slater wanneer ze vechten voor de aandacht van Jeff. Ondertussen is Troy in de war wanneer zijn beste vriend, Abed, hem niet vraagt om bij hem te komen wonen in zijn studentenkamer. |            |                                 |                            |                               |                          |                               |  |

### Seizoen 2 (2010-2011)
| Nr. | Aflevering | Titel                                      | Regisseur         | Schrijver(s)                    | Gastrol(len) | Uitzenddatum Verenigde Staten |  |
| --- | ---------- | ------------------------------------------ | ----------------- | ------------------------------- | ------------ | ----------------------------- |  |
| 26 | 1          | Anthropology 101                           | Joe Russo         | Chris McKenna                   | -            | 23 september 2010             |  |
| De lessen worden hervat op het Greendale Community College. De groep besluit om samen de les Antropologie te gaan volgen die wordt gegeven door lerares June Bauer. Jeff krijgt te maken met de gevolgen van het vorige seizoen waar Britta hem de liefde verklaarde maar waarna hij vervolgens met Annie zoende. Señor Chang probeert nu als leerling lessen te volgen op Greendale na eerder als leraar te hebben gediend. |            |                                            |                   |                                 |              |                               |  |
| 27 | 2          | Accounting for Lawyers                     | Joe Russo         | Emily Cutler                    | -            | 30 september 2010             |  |
| Jeff komt een ex-collega tegen die hem al gauw om een gunst vraagt. De groep probeert uit te zoeken wat de intenties van Jeff's ex-collega zijn. Ondertussen zet Chang zijn nieuwste plan in werking om bij de studiegroep te mogen. |            |                                            |                   |                                 |              |                               |  |
| 28 | 3          | The Psychology of Letting Go               | Anthony Russo     | Hilary Winston                  | -            | 7 oktober 2010                |  |
| Na de dood van Pierce's moeder probeert de groep hem te steunen in deze emotionele tijd. Pierce weigert de dood van zijn moeder te erkennen en sluit zich aan bij een cult. Jeff krijgt te horen dat hij een te hoge bloeddruk heeft waarna hij volledig stopt met zijn gezonde levensstijl in de overtuiging dat het toch niet helpt. Britta en Annie proberen geld in te zamelen na een milieuramp maar ze krijgen ruzie over de manier waarop. Professor Duncan heeft moeite met het lesgeven van Antropologie nadat hij de lessen moet overnemen van June Bauer.                                                                        |            |                                            |                   |                                 |              |                               |  |
| 29 | 4          | Basic Rocket Science                       | Anthony Russo     | Andy Bobrow                     | -            | 14 oktober 2010               |  |
| De groep komt vast te zitten in een Kentucky Fried Chicken spaceshuttle-simulator die de school heeft aangeschaft. |            |                                            |                   |                                 |              |                               |  |
| 30 | 5          | Messianic Myths and Ancient Peoples        | Tristram Shapeero | Andrew Guest                    | -            | 21 oktober 2010               |  |
| Tijdens de lessen laat professor Duncan populaire filmpjes op YouTube zien. Shirley komt op het idee om een christelijke viral video te creëren en vraagt Abed hierbij om hulp. Abed slaat helemaal door nadat hij de Bijbel heeft gelezen. Pierce probeert ondertussen vrienden te worden met studenten van zijn eigen leeftijd. |            |                                            |                   |                                 |              |                               |  |
| 31 | 6          | Epidemiology                               | Anthony Hemingway | Karey Dornetto                  | -            | 28 oktober 2010               |  |
| Een halloween feestje op het Greendale Community College loopt uit de hand als de feestgangers ziek worden na het eten van besmette taco's en lijken te veranderen in zombie's |            |                                            |                   |                                 |              |                               |  |
| 32 | 7          | Aerodynamics of Gender                     | Tristram Shapeero | Adam Countee                    | Hillary Duff | 4 november 2010               |  |
| Jeff en Troy maken kennis met een tuinier die hen leert om helemaal zen te worden door gebruik te maken van een geheime trampoline. Pierce belandt in het ziekenhuis na een mislukte trampoline-truc. Annie, Britta en Shirley maken van Abed een ultieme bitch om de gemene groep met meiden die wordt geleid door Meghan (gespeeld door Hillary Duff) een lesje te leren. |            |                                            |                   |                                 |              |                               |  |
| 33 | 8          | Cooperative Calligraphy                    | Joe Russo         | Megan Ganz                      | -            | 11 november 2010              |  |
| De groep gaat op zoek naar de dief die Annie's pen gestolen heeft. |            |                                            |                   |                                 |              |                               |  |
| 34 | 9          | Conspiracy Theories and Interior Design    | Adam Davidson     | Chris McKenna                   | -            | 18 november 2010              |  |
| Wat begint als een plan om Jeff een lesje te leren over academische fraude eindigt in een serie samenzweringen waarin de andere samenzweerders een lesje leren in vriendschap loyaliteit en wapenveiligheid. Ondertussen bouwen Troy en Abed een dekenfort. |            |                                            |                   |                                 |              |                               |  |
| 35 | 10         | Mixology Certification                     | Jay Chandrasekhar | Andy Bobrow                     | -            | 2 december 2010               |  |
| Als de groep erachter komt dat Troy 21 geworden is en alcohol mag nuttigen besluiten ze om hem mee te nemen op kroegentocht. Jeff en Britta ruziën over welke bar er leuker is. Shirley blijkt een vaste klant te zijn in de bar en probeert dit geheim te houden voor de groep. Annie moet gebruik maken van een vals ID en doet zich voor als Caroline. Abed ontmoet een mede sci-fi nerd. |            |                                            |                   |                                 |              |                               |  |
| 36 | 11         | Abed's Uncontrollable Christmas            | Duke Johnson      | Dino Stamatopoulos & Dan Harmon | -            | 9 december 2010               |  |
| Als Abed wakker wordt blijkt dat hij vast zit in een stop-motion animatie, hij vat dit op als een teken en gaat vervolgens op zoek naar de ware betekenis van kerstmis. Jeff en Britta raken ongerust over Abeds mentale gesteldheid en schakelen de hulp van professor Duncan in. Vervolgens raakt de gehele groep in een hypnose om te ontdekken waarom Abed zich zo raar gedraagt. |            |                                            |                   |                                 |              |                               |  |
| 37 | 12         | Asian Population Studies                   | Anthony Russo     | Emily Cutler                    | -            | 20 januari 2011               |  |
| De groep discussieert over het feit of Annie's nieuwe vriendje of Señor Chang lid mag worden van de studiegroep. Shirley heeft groot nieuws als blijkt dat haar ex-man Andre weer in de stad is. |            |                                            |                   |                                 |              |                               |  |
| 38 | 13         | Celebrity Pharmacology                     | Fred Goss         | Hillary Winston                 | -            | 27 januari 2011               |  |
| ... |            |                                            |                   |                                 |              |                               |  |
| 39 | 14         | Advanced Dungeons & Dragons                | Joe Russo         | Andrew Guest                    | -            | 3 februari 2011               |  |
| Jeff nodigt Fat Neill uit voor een potje Dungeons & Dragons om zijn zelfvertrouwen weer een boost te geven nadat hij zich zorgen maakt over zijn mentale gesteldheid. Als Pierce erachter komt dat hij niet mee mag doen probeert hij iedereen te irriteren. |            |                                            |                   |                                 |              |                               |  |
| 40 | 15         | Early 21st Century Romanticsm              | Steven Sprung     | Karey Dornetto                  | -            | 10 februari 2011              |  |
| Tijdens Valentijnsdag proberen Troy en Abed de bibliothecaresse te versieren. Britta raakt bevriend met een medestudente waarvan ze denkt dat die lesbisch is. Jeff moet zijn feestje afzeggen omdat professor Duncan opeens op bezoek komt om een voetbalwedstrijd te kijken. |            |                                            |                   |                                 |              |                               |  |
| 41 | 16         | Intermediate Documentary Filmmaking        | Joe Russo         | Megan Ganz                      | -            | 17 februari 2011              |  |
| Pierce doet net alsof hij stervende is en geeft ieder lid van de groep een nutteloos cadeau. Britta vraagt zich af wat ze moet met een lege cheque waar geen bedrag op staat. Troy ontmoet LeVar Burton terwijl hij en Abed een documentaire filmen. |            |                                            |                   |                                 |              |                               |  |
| 42 | 17         | Intro to Policital Science                 | Anthony Russo     | Andy Bobrow                     | -            | 17 maart 2011                 |  |
| Als de vice-president op bezoek komt bij het Greendale Community College wil Dean Pelton dat er een voorzitter van de studentengroep aanwezig is, er wordt een verkiezing gehouden die Annie graag wil winnen maar ze heeft geduchte concurrentie van Jeff, Leonard en Starburns. Ondertussen raakt Abed bevriend met een agent van de geheime dienst. |            |                                            |                   |                                 |              |                               |  |
| 44 | 18         | Custody Law and Eastern European Diplomacy | Anthony Russo     | Andy Bobrow                     | -            | 17 maart 2011                 |  |
| De groep organiseert een babyshower voor Shirley. Britta raakt geïnteresseerd in Troy en Abeds nieuwe vriend Lukka die een donker verleden heeft. |            |                                            |                   |                                 |              |                               |  |
| 45 | 19         | Critical Film Studies                      | Richard Ayoade    | Sona Panos                      | -            | 24 maart 2011                 |  |
| Jeff plant voor Abeds verjaardag een Pulp Fiction geïnspireerde surprise party in een restaurant. Abed neemt echter Jeff mee naar een ander restaurant waar hij een My Dinner with Andre geïnspireerd etentje heeft georganiseerd, waardoor de rest van de groep in het andere restaurant loopt te wachten. |            |                                            |                   |                                 |              |                               |  |
| 45 | 20         | Competitive Wine Tasting                   | Joe Russo         | Emily Cutler                    | -            | 14 april 2011                 |  |
| Elk lid van de studiegroep kiest een activiteit voor lessen in de lente, Troy en Britta nemen acteerlessen, Troy verzint een toneelstuk waar hij een karakter speelt die een moeilijke jeugd heeft gehad, Britta voelt zich vervolgens aangetrokken tot Troy. Abed volgt een les waar ze de sitcom Who's the Boss? uit de jaren 80 examineren. Jeff en Pierce volgen wijnproeverij lessen waar Pierce een mysterieuze vrouw genaamd Wu Mei ontmoet, ze beginnen al gauw een romantische relatie en Wu Mei wil zelfs trouwen met Pierce. Jeff vindt het maar raar en onderzoekt wie Mu Wei eigenlijk is en waarom ze met Pierce wil trouwen. |            |                                            |                   |                                 |              |                               |  |
| 46 | 21         | Paradigms of Human Memory                  | Tristram Shapeero | Chris McKenna                   | -            | 21 april 2011                 |  |
| ... |            |                                            |                   |                                 |              |                               |  |
| 47 | 22         | Applied Anthropology and Culinary Arts     | Jay Chandrasekhar | Karey Dornetto                  | -            | 28 april 2011                 |  |
| Net als ze hun examen Antropologie moeten afleggen blijkt dat Shirley aan het bevallen is. |            |                                            |                   |                                 |              |                               |  |
| 48 | 23         | A Fistful of Paintballs (Part 1)           | Joe Russo         | Andrew Guest                    | -            | 5 mei 2011                    |  |
| Als afsluiting van het schooljaar organiseert de school een barbecue, Dean Pelton kondigt vervolgens aan dat de barbcue wordt gestopt en dat er een paintball wedstrijd voor in de plaats komt. Alle studenten vormen een team en vriendschappen komen op het spel te staan. Tijdens de wedstrijd blijkt dat er een mysterieuze man meedoet die niemand kent. |            |                                            |                   |                                 |              |                               |  |
| 49 | 24         | For a Few Paintballs More (Part 2)         | Joe Russo         | Hilary Winston                  | -            | 12 mei 2011                   |  |
| De paintball wedstrijd is nog steeds gaande en er ontstaat commotie als blijkt dat een nieuw team meedoet aan de wedstrijd. De verschillende teams komen erachter dat ze moeten samenwerken om de wedstrijd te winnen maar ze kunnen het niet eens worden over een tactiek. |            |                                            |                   |                                 |              |                               |  |

### Seizoen 3 (2011-2012)
| Nr. | Aflevering | Titel                                  | Regisseur         | Schrijver(s)                   | Gastrol(len)       | Uitzenddatum Verenigde Staten |  |
| --- | ---------- | -------------------------------------- | ----------------- | ------------------------------ | ------------------ | ----------------------------- |  |
| 50 | 1          | Biology 101                            | Anthony Russo     | Garrett Donovan & Neil Goldman | -                  | 22 september 2011             |  |
| De studiegroep besluit om samen een les biologie te volgen, Pierce raakt geïrriteerd als blijkt dat er maar 6 plaatsen zijn en Jeff heeft ruzie met de nieuwe professor. |            |                                        |                   |                                |                    |                               |  |
| 51 | 2          | Geography of Global Conflict           | Joe Russo         | Andy Bobrow                    | -                  | 29 september 2011             |  |
| Annie heeft een nieuwe beste vriendin waar ze al snel ruzie mee krijgt, Britta heeft een conflict met het hoofd-beveiliging van de school. |            |                                        |                   |                                |                    |                               |  |
| 52 | 3          | Remedial Chaos Theory                  | Jeff Melman       | Chris McKenna                  | -                  | 6 oktober 2011                |  |
| Troy en Abed's feestje verandert in een post-apocalyptische wereld met parallelle realiteiten, elke realiteit toont een effect van het ontbreken van een van de studenten (bijv: zonder Troy is het een grote chaos in de groep en zonder Jeff in de groep heeft iedereen lol). |            |                                        |                   |                                |                    |                               |  |
| 53 | 4          | Competitive Ecology                    | Anthony Russo     | Maggie Bandur                  | -                  | 13 oktober 2011               |  |
| Terwijl de groep een terrarium bouwt realiseert Chang zijn droom als noir detective. |            |                                        |                   |                                |                    |                               |  |
| 54 | 5          | Horror Fiction in Seven Spooky Steps   | Tristram Shapeero | Dan Harmon                     | -                  | 27 oktober 2011               |  |
| Britta krijgt de resultaten terug van de psychische test die ieder lid van de groep moest ondergaan, het blijkt dat er een sociopaat in de groep zit, Britta laat de groep vervolgens enge verhalen vertellen om te kijken hoe ieder lid reageert. |            |                                        |                   |                                |                    |                               |  |
| 55 | 6          | Advanced Gay                           | Joe Russo         | Matt Murray                    | -                  | 3 november 2011               |  |
| Pierce houdt een feestje voor homo's nadat het product van zijn bedrijf verschijnt in een videoclip van een bekende zangeres. Alles verandert als zijn vader arriveert. |            |                                        |                   |                                |                    |                               |  |
| 56 | 7          | Studies in Modern Movement             | Tristram Shapeero | Adam Countee                   | -                  | 10 november 2011              |  |
| De groep helpt Annie te verhuizen naar Troy en Abed's huis maar ze raakt al snel gefrustreerd door hun manier van leven. Jeff doet net alsof hij ziek is om niet te hoeven helpen, in het winkelcentrum komt hij echter Dean Pelton tegen die hem dwingt om een middag met hem door te brengen anders vertelt hij de groep dat Jeff helemaal niet ziek is, Britta en Shirley geven een ritje aan een man die zichzelf Jezus noemt. |            |                                        |                   |                                |                    |                               |  |
| 57 | 8          | Documentary Filmmaking: Redux          | Joe Russo         | Megan Ganz                     | -                  | 17 november 2011              |  |
| Dean Pelton vraagt aan de groep of ze een promotie-film voor de school willen maken, Abed filmt alle activiteiten. |            |                                        |                   |                                |                    |                               |  |
| 58 | 9          | Foosball and Nocturnal Vigilantism     | Anthony Russo     | Chris Kula                     | -                  | 1 december 2011               |  |
| Jeff en Shirley spelen samen tafelvoetbal terwijl Annie per ongeluk Abed's dvd van The Dark Knight kapot maakt, ze laat het daarna lijken alsof ze overvallen is waardoor ze in grote problemen komt. |            |                                        |                   |                                |                    |                               |  |
| 59 | 10         | Regional Holiday Music                 | Tristram Shapeero | Steve Basilone, Annie Mebane   | -                  | 8 december 2011               |  |
| Greendale's koor-directeur vraagt de groep of ze mee willen doen aan een wedstrijd omdat het koor zelf niet kan. |            |                                        |                   |                                |                    |                               |  |
| 60 | 11         | Contemporary Impressionists            | Kyle Newacheck    | Alex Cooley                    | -                  | 22 maart 2012                 |  |
| Jeff vertoont extreem narcistisch gedrag. De groep helpt Abed om te stoppen met het spelen van typetjes. |            |                                        |                   |                                |                    |                               |  |
| 61 | 12         | Urban Matrimony and the Sandwich Arts  | Kyle Newacheck    | Vera Santamaria                | -                  | 15 maart 2012                 |  |
| Shirley krijgt een huwelijksaanzoek, Annie en Britta beginnen alvast met de voorbereiding van het huwelijk, Jeff schrijft een speech, Troy en Abed oefenen om normaal te doen tijdens de bruiloft, Pierce en Britta willen een sandwich winkel openen. |            |                                        |                   |                                |                    |                               |  |
| 62 | 13         | Digital Exploration of Interior Design | Dan Eckman        | Chris McKenna                  | -                  | 29 maart 2012                 |  |
| Een nieuwe Subway opent in de cafetaria, Shirley, Britta en Pierce willen de winkel laten sluiten, Troy en Abed bouwen een fort van matrassen en dekens. |            |                                        |                   |                                |                    |                               |  |
| 63 | 14         | Pillows and Blankets                   | Tristram Shapeero | Andy Bobrow                    | -                  | 5 april 2012                  |  |
| Wat begint als een onschuldig kussengevecht ontaardt al gauw in een grote kussen- en dekenoorlog, Troy en Abed's vriendschap staat op het spel als ze tegenover elkaar komen te staan op een kritiek punt in de 'Oorlog'. |            |                                        |                   |                                |                    |                               |  |
| 64 | 15         | Origins of Vampire Mythology           | Steven Tsuchida   | Dan Harmon                     | -                  | 12 april 2012                 |  |
| Als er carnaval is in de stad blijkt dat Britta's ex ook aanwezig is, ze probeert om zo veel mogelijk bij hem weg te blijven. |            |                                        |                   |                                |                    |                               |  |
| 65 | 16         | Virtual Systems Analysis               | Tristram Shapeero | Matt Murray                    | -                  | 19 april 2012                 |  |
| Als blijkt dat hun laatste examen is uitgesteld probeert Annie de tijd te doden door samen met Abed het dreamatorium in te sluipen waar ze per ongeluk een simulatie in werking zetten. |            |                                        |                   |                                |                    |                               |  |
| 66 | 17         | Basic Lupine Urology                   | Rob Schrab        | Megan Ganz                     | -                  | 26 april 2012                 |  |
| De groep onderzoekt een misdrijf als blijkt dat iemand op school hun biologie project heeft gesaboteerd. Als ze erachter komen wie het gedaan heeft probeert Annie hem zo zwaar mogelijk te laten straffen. (De aflevering heeft dezelfde stijl als Law & Order) |            |                                        |                   |                                |                    |                               |  |
| 67 | 18         | Course Listing Unavailable             | Tristram Shapeero | Tim Saccardo                   | -                  | 3 mei 2012                    |  |
| Starburns overlijdt plotseling. Britta probeert de groep zo goed mogelijk gerust te stellen door de dingen toe te passen die ze heeft geleerd in haar les psychologie. Het blijkt dat niemand om hem rouwt. Chang probeert de school over te nemen en laat de groep schorsen. |            |                                        |                   |                                |                    |                               |  |
| 68 | 19         | Curriculum Unavailable                 | Adam Davidson     | Adam Countee                   | -                  | 10 mei 2012                   |  |
| Als Abed ervan overtuigd raakt dat Dean Pelton vervangen is door een dubbelganger, laat de school hem verplicht therapie volgen bij een psycholoog. Door de verhalen van Abed raakt de psycholoog ervan overtuigd dat Greendale geen school is maar een psychiatrische inrichting. Vervolgens worden er flashbacks weergegeven die de gekke gebeurtenissen op Greendale tonen. |            |                                        |                   |                                |                    |                               |  |
| 69 | 20         | Digital Estate Planning                | Adam Davidson     | Matt Warburton                 | Giancarlo Esposito | 17 mei 2012                   |  |
| Pierce wordt opgeroepen om zich te melden bij Hawthorne Enterprises, het bedrijf van zijn vader. De groep gaat met hem mee om hem te steunen. Als hij arriveert blijkt dat zijn vader overleden is en er onderhandeld moet worden over de erfenis. Er wordt echter op een rare manier bepaald of Pierce de erfenis ontvangt, zijn vader heeft 30 jaar lang gewerkt aan een game, als hij met succes alle levels haalt krijgt hij de erfenis, zo niet dan krijgt Hawthorne's assistent Gilbert Lawson de erfenis. Ieder lid van de groep moet in het spel een missie voltooien zodat Pierce zijn erfenis ontvangt. (Het grootste gedeelte van deze aflevering wordt weergegeven als een 8-bit game). |            |                                        |                   |                                |                    |                               |  |
| 70 | 21         | The First Chang Dynasty                | Jay Chandrasekhar | Matt Fusfeld, Alex Cuthbertson | -                  | 17 mei 2012                   |  |
| Als Chang de macht grijpt over de campus moet de groep proberen om de school weer in te nemen, Troy probeert via de ventilatieschachten de school binnen te komen. |            |                                        |                   |                                |                    |                               |  |
| 71 | 22         | Introduction to Finality               | Tristram Shapeero | Steve Basilone, Annie Mebane   | -                  | 17 mei 2012                   |  |
| Alan spant een rechtszaak aan tegen Pierce en Shirley's sandwich shop, Jeff dient als hun advocaat. Dean Laybourne probeert Troy te overtuigen om lessen te gaan volgen op de 'Ventilatieschacht school' zodat hij monteur kan worden. |            |                                        |                   |                                |                    |                               |  |

### Seizoen 4 (2013)
| Nr. | Aflevering | Titel                                      | Regisseur            | Schrijver(s)                                 | Gastrol(len) | Uitzenddatum Verenigde Staten |  |
| --- | ---------- | ------------------------------------------ | -------------------- | -------------------------------------------- | ------------ | ----------------------------- |  |
| 72 | 1          | History 101                                | Tristram Shapeero    | Andy Bobrow                                  | -            | 7 februari 2013               |  |
| Jeff probeert een plekje te bemachtigen in een les die gaat over de historie van ijsjes. Abed wordt geconfronteerd met het feit dat hij bijna afstudeert en raakt daardoor in een Happy Place. Annie en Shirley nemen mensen op school in de maling. |            |                                            |                      |                                              |              |                               |  |
| 73 | 2          | Paranormal Parentage                       | Tristram Shapeero    | Megan Ganz                                   | -            | 14 februari 2013              |  |
| Pierce sluit zichzelf per ongeluk op in een donkere kelder en weet de code om de deur te openen niet meer, hij belt de groep en vraagt of ze hem willen helpen, tijdens het zoeken stuiten ze op duistere geheimen. |            |                                            |                      |                                              |              |                               |  |
| 74 | 3          | Conventions of Space and Time              | Michael Patrick Jann | Maggie Bandur                                | -            | 21 februari 2013              |  |
| De groep gaat naar een InSpecTiCon conventie, een conventie voor fans van de Inspector Spacetime serie. Abed ontmoet een fan genaamd Toby waar hij het goed mee kan vinden, Troy raakt hierdoor overstuur. Jeff ontmoet een bloedmooie vrouw, Pierce en Shirley sluiten zich aan bij een Inspector Spacetime fangroep. |            |                                            |                      |                                              |              |                               |  |
| 75 | 4          | Alternative History of the German Invasion | Steven Tsuchida      | Ben Wexler                                   | -            | 28 februari 2013              |  |
| Terwijl ze leren over de Europese geschiedenis komt er een rare Duitser in de klas waar Jeff en Shirley dat jaar ervoor een tafelvoetbalwedstrijd van hadden gewonnen, er ontstaat al gauw een gespannen sfeer in de lessen. |            |                                            |                      |                                              |              |                               |  |
| 76 | 5          | Cooperative Escapism in Familial Relations | Tristram Shapeero    | Steve Basilone, Annie Mebane                 | -            | 7 maart 2013                  |  |
| Jeff's vader is terug en laat hem kennis maken met zijn halfbroer. Shirley viert Thanksgiving samen met de groep (alleen Britta ontbreekt) terwijl Abed vertelt over gebeurtenissen in de stijl van The Shawshank Redemption |            |                                            |                      |                                              |              |                               |  |
| 77 | 6          | Advanced Documentary Filmmaking            | Jay Chandrasekhar    | Hunter Covington                             | -            | 14 maart 2013                 |  |
| Abed filmt een documentaire om een prijs van $40,000 dollar te kunnen winnen. |            |                                            |                      |                                              |              |                               |  |
| 78 | 7          | Economics of Marine Biology                | Tricia Brock         | Tim Saccardo                                 | -            | 21 maart 2013                 |  |
| - |            |                                            |                      |                                              |              |                               |  |
| 79 | 8          | Herstory of Dance                          | Tristram Shapeero    | Jack Kukoda                                  | -            | 4 april 2013                  |  |
| Dean Pelton organiseert een Sadie Hawkins feestje om de leerlingen af te leiden zodat ze niet te weten komen dat de waterfonteinen worden weggehaald. Britta organiseert in protest een Sophie B. Hawkins getint feestje, ze raakt echter in de war en moest eigenlijk een Susan B. Anthony getint feestje organiseren. Tijdens de feestjes heeft Abed twee dates maar hij heeft meer interesse in het meisje dat de jassen controleert. |            |                                            |                      |                                              |              |                               |  |
| 80 | 9          | Intro to Felt Surrogacy                    | Tristram Shapeero    | Gene Hong                                    | -            | 11 april 2013                 |  |
| - |            |                                            |                      |                                              |              |                               |  |
| 81 | 10         | Intro to Knots                             | Tristram Shapeero    | Andy Bobrow                                  | -            | 18 april 2013                 |  |
| De studiegroep houdt een kerstfeestje bij Jeff thuis. Annie nodigt stiekem Professor Cornwallis uit zodat hij haar een goed cijfer geeft maar nadat hij hoort hoe Jeff, Annie confronteert op het feit dat Annie hem uitgenodigd heeft, geeft Cornwallis Jeff een onvoldoende. |            |                                            |                      |                                              |              |                               |  |
| 82 | 11         | Basic Human Anatomy                        | Beth McCarthy-Miller | Jim Rash                                     | -            | 25 april 2013                 |  |
| - |            |                                            |                      |                                              |              |                               |  |
| 83 | 12         | Heroic Origins                             | Victor Nelli, Jr.    | Steve Basilone, Annie Mebane & Maggie Bandur | -            | 2 mei 2013                    |  |
| Abed brengt de groep bij elkaar om te vertellen dat de levens van iedereen in de groep in verbinding met elkaar staan. |            |                                            |                      |                                              |              |                               |  |
| 84 | 13         | Advanced Introduction to Finality          | Tristram Shapeero    | Megan Ganz                                   | -            | 9 mei 2013                    |  |
| Jeff kan bijna afstuderen en denkt na over zijn toekomst. |            |                                            |                      |                                              |              |                               |  |

### Seizoen 5 (2014)
| Nr. | Aflevering | Titel                                      | Regisseur         | Schrijver(s)               | Gastrol(len) | Uitzenddatum Verenigde Staten |  |
| --- | ---------- | ------------------------------------------ | ----------------- | -------------------------- | ------------ | ----------------------------- |  |
| 85 | 1          | Repilot                                    | Tristram Shapeero | Dan Harmon & Chris McKenna | -            | 2 januari 2014                |  |
| Jeff keert terug naar het Greendale community college om te onderzoeken of hij een potentiële rechtszaak kan aanspannen vanwege het failliet gaan van zijn bedrijf, terwijl hij hiermee bezig is komt hij te weten hoe zijn voormalig klasgenoten eraan toe zijn. |            |                                            |                   |                            |              |                               |  |
| 86 | 2          | Introduction to teaching                   | Jay Chandrasekhar | Andy Bobrow                | -            | 2 januari 2014                |  |
| Jeff begint aan zijn nieuwe baan als leraar op het Greendale Community College, hij wordt begeleid door professor Hickey met wie hij een kantoor deelt. Terwijl Jeff begint te wennen aan zijn nieuwe baan als leraar probeert Abed iedereen te overtuigen om professor Garrity's nieuwe les te volgen waarin onderzocht wordt of Nicolas Cage, een goede of slechte acteur is. |            |                                            |                   |                            |              |                               |  |
| 87 | 3          | Basic Intergluteal Numismatics             | Tristram Shapeero | Erik Sommers               | -            | 9 januari 2014                |  |
| Jeff en Annie proberen de persoon te vinden die munten in de bilspleet van studenten duwt, de dader wordt al gauw gevonden maar Jeff wordt paranoïde en denkt dat de echte dader nog rondloopt. een iemand van de studiegroep ontvangt slecht nieuws. |            |                                            |                   |                            |              |                               |  |
| 88 | 4          | Cooperative Polygraphy                     | Tristram Shapeero | Alex Rubens                | -            | 16 januari 2014               |  |
| De studiegroep ondergaat een leugendetectortest omdat dit in Pierce's testament staat. Er komen een voor een grote geheimen naar buiten terwijl Troy een keuze moet maken om de nalatenschap van Pierce te mogen ontvangen. |            |                                            |                   |                            |              |                               |  |
| 89 | 5          | Geothermal Escapism                        | Joe Russo         | Tim Saccardo               | -            | 23 januari 2014               |  |
| De groep neemt afscheid van Troy omdat die de school verlaat, Abed probeert de pijn te verzachten door de hele school mee te laten doen aan het spel De vloer is lava. |            |                                            |                   |                            |              |                               |  |
| 90 | 6          | Analysis of Cork-Based Networking          | Tristram Shapeero | Monica Padrick             | -            | 30 januari 2014               |  |
| Annie en professor Hickey willen de school verbeteren maar dit is moeilijker dan gedacht. De rest van de groep organiseert een Bal. Abed heeft moeite met het vertrek van zijn beste vriend Troy en probeert contact te zoeken met andere mensen. |            |                                            |                   |                            |              |                               |  |
| 91 | 7          | Bondage and Beta Male Sexuality            | Tristram Shapeero | Dan Guterman               | -            | 27 februari 2014              |  |
| Jeff helpt professor Duncan met het versieren van Britta. Abed en professor Hickey krijgen ruzie nadat Abed per ongeluk een tekening van Hickey kapot maakt. Chang onderzoekt een mysterie. |            |                                            |                   |                            |              |                               |  |
| 92 | 8          | App Development and Condiments             | Rob Schrab        | Jordan Blum & Parker Deay  | -            | 6 maart 2014                  |  |
| Er wordt een app uitgebracht waarmee mensen elkaar kunnen beoordelen. Hierdoor verandert de campus in een op een kastenstelsel gebaseerde samenleving. |            |                                            |                   |                            |              |                               |  |
| 93 | 9          | VCR Maintenance and Educational Publishing | Tristram Shapeero | Donald Diego               | -            | 13 maart 2014                 |  |
| Jeff, Shirley, en Hickey ontdekken een grote voorraad aan ongebruikte boeken. De drie krijgen al snel ruzie als ze moeten beslissen wat de beste manier is om ze te verkopen. Annie en Abed besluiten dat ze een nieuwe huisgenoot nodig hebben. Ze spelen een oude videogame om te bepalen wie er bij hun mag komen wonen, Annie's broer Anthony of Abed's vriendin Rachel.    |            |                                            |                   |                            |              |                               |  |
| 94 | 10         | Advanced Advanced Dungeons & Dragons       | Joe Russo         | Matt Roller                | David Cross  | 20 maart 2014                 |  |
| De studiegroep speelt het spel Dungeons & Dragons zodat professor Hickey weer in contact komt met zijn zoon Hank. |            |                                            |                   |                            |              |                               |  |
| 95 | 11         | G.I. Jeff                                  | Rob Schrab        | Dino Stamatopoulos         | -            | 3 april 2014                  |  |
| De hele studiegroep wordt deel van de legendarische cartoon G.I. Joe uit de jaren 80. |            |                                            |                   |                            |              |                               |  |
| 96 | 12         | Basic Story                                | Jay Chandrasekhar | Carol Kolb                 | -            | 10 april 2014                 |  |
| Als de school wordt gezien als een waardevol aandeel in de gemeenschap besluiten de eigenaren het schoolgebouw te verkopen aan Subway om veel geld te verdienen. Abed, Annie en de decaan ontdekken een geheim waardoor de verkoop tegengehouden kan worden. Jeff moet een kant kiezen in het conflict.                                                                         |            |                                            |                   |                            |              |                               |  |
| 97 | 13         | Basic Sandwich                             | Rob Schrab        | Ryan Ridley                | -            | 17 april 2014                 |  |
| Terwijl de verkoop bijna afgerond is begint de groep een zoektocht in het kantoor van de eerste decaan, daar kan namelijk een voorwerp liggen dat de school nog kan redden. |            |                                            |                   |                            |              |                               |  |

### Seizoen 6 (2015)
| Nr. | Aflevering | Titel                                          | Regisseur            | Schrijver(s)               | Gastrol(len) | Uitzenddatum Verenigde Staten |  |
| --- | ---------- | ---------------------------------------------- | -------------------- | -------------------------- | ------------ | ----------------------------- |  |
| 98 | 1          | Ladders                                        | Rob Schrab           | Dan Harmon & Chris McKenna | -            | 17 maart 2015                 |  |
| Dean Pelton neemt een nieuwe directrice genaamd Francesca "Frankie" Dart aan om de lessen te verbeteren, haar manier van aanpak zorgt algauw voor onrust op de school. |            |                                                |                      |                            |              |                               |  |
| 99 | 2          | Lawnmower Maintenance and Postnatal Care       | Jim Rash & Nat Faxon | Alex Rubens                | -            | 17 maart 2015                 |  |
| Britta ontdekt dat haar ouders haar stiekem financieel ondersteund hebben. Dean Pelton raakt geobsedeerd door een virtual reality bril terwijl Jeff zijn geld terug wil van de uitvinder Elroy Patashnik.                                                                               |            |                                                |                      |                            |              |                               |  |
| 100 | 3          | Basic Crisis Room Decorum                      | Bobcat Goldthwait    | Monica Padrick             | -            | 24 maart 2015                 |  |
| Als City College, de rivaliserende school, een nep-advertentie plaatst waarin wordt beweerd dat Greendale een diploma heeft uitgereikt aan een hond, krijgt de groep ruzie over hoe ze City College het beste kunnen ridiculiseren.                                                     |            |                                                |                      |                            |              |                               |  |
| 101 | 4          | Queer Studies and Advanced Waxing              | Jim Rash & Nat Faxon | Matt Lawton                | -            | 31 maart 2015                 |  |
| Chang doet auditie voor een The Karate Kid musical. Decaan Dean Pelton krijgt een aanbieding om als voorzitter in de schoolcommissie te fungeren. Elroy probeert de wifi op de school te maken.                                                                                         |            |                                                |                      |                            |              |                               |  |
| 102 | 5          | Laws of Robotics and Party Rights              | Rob Schrab           | Dean Young                 | -            | 7 april 2015                  |  |
| Britta gebruikt Abed zodat ze een feestje in Abed en Annie's huis kan houden, Annie weet hier niets van en wordt boos. |            |                                                |                      |                            |              |                               |  |
| 103 | 6          | Basic Email Security                           | Jay Chandrasekhar    | Matt Roller                | -            | 14 april 2015                 |  |
| Een hacker dreigt verschillende spraakmakende emails van de schoolleiding te openbaren als een voorstelling van een racistische stand-upcomedian niet wordt geannuleerd. |            |                                                |                      |                            |              |                               |  |
| 104 | 7          | Advanced Safety Features                       | Rob Schrab           | Carol Kolb                 | -            | 21 april 2015                 |  |
| Frankie is zeer geïnteresseerd in de guerrilla marketing strategie die Rick, Britta's ex-vriend heeft bedacht. Ondertussen probeert de groep Elroy beter te leren kennen. Als er een band met een bloedmooie zangeres optreedt op Greendale, onthult Elroy dat het zijn ex-vriendin is. |            |                                                |                      |                            |              |                               |  |
| 105 | 8          | Intro to Recycled Cinema                       | Victor Nelli, Jr.    | Clay Lapari                | -            | 28 april 2015                 |  |
| Als er een reclame met Chang erin 'Viral' gaat probeert de groep het geld dat Chang verdiend heeft te gebruiken om een sci-fi film te produceren. |            |                                                |                      |                            |              |                               |  |
| 106 | 9          | Grifting 101                                   | Rob Schrab           | Ryan Ridley                | -            | 5 mei 2015                    |  |
| Als de groep wordt opgelicht door een nieuwe leraar probeert de groep uit wraak hem op te lichten. |            |                                                |                      |                            |              |                               |  |
| 107 | 10         | Basic RV Repair and Palmistry                  | Jay Chandrasekhar    | Dan Guterman               |              | 12 mei 2015                   |  |
| De groep gaat samen met Elroy op pad om een gigantische hand, gemaakt van glasvezelversterkte kunststof, af te leveren. Abed verbeeldt de trip zich als een film gevuld met flashbacks.                                                                                                 |            |                                                |                      |                            |              |                               |  |
| 108 | 11         | Modern Espionage                               | Rob Schrab           | Mark Stegemann             | -            | 19 mei 2015                   |  |
| Frankie's 'Greendale, schoner!' initiatief luidt een paintball wedstrijd in waar de groep de identiteit van een onbekend persoon moet zien te ontdekken. |            |                                                |                      |                            |              |                               |  |
| 109 | 12         | Wedding Videography                            | Adam Davidson        | Briggs Hatton              | -            | 26 mei 2015                   |  |
| De groep is aanwezig bij Garret's trouwerij waar Abed alle festiviteiten filmt voor een nieuwe documentaire. |            |                                                |                      |                            |              |                               |  |
| 110 | 13         | Emotional Consequences of Broadcast Television | Rob Schrab           | Dan Harmon & Chris McKenna | -            | 2 juni 2015                   |  |
| Na zes jaar te hebben gestudeerd aan het Greendale Community College vertelt ieder lid van de groep hoe een hypothetisch zevende seizoen er voor hun zou uitzien, ook hebben ze het gezamenlijk over de onzekerheden in het leven.                                                      |            |                                                |                      |                            |              |                               |  |